# NGC 72A
NGC 72A (другие обозначения — MCG 5-1-70, ZWG 499.110, ARAK 6, VV 166, PGC 1208) — эллиптическая галактика (E3) в созвездии Андромеда.
Этот объект не входит в число перечисленных в оригинальной редакции «Нового общего каталога» и был добавлен позднее.